# رید اسکات
رید اسکات (انگلیسی: Reid Scott؛ زادهٔ ۱۹ نوامبر ۱۹۷۷) یک هنرپیشه اهل ایالات متحده آمریکا است.
او درفیلم‌های حجاب، ونوم و ایده‌های جالب بیکفورد شمکلر بازی کرده‌است.